# 吕贝克戏剧木偶博物馆
吕贝克戏剧木偶博物馆（德语: TheaterFigurenMuseum Lübeck）是德国吕贝克的一座博物馆，设于吕贝克中世纪老城霍尔斯滕门（Holstentor）附近的科尔克巷（Kolk），圣彼得教堂下面。

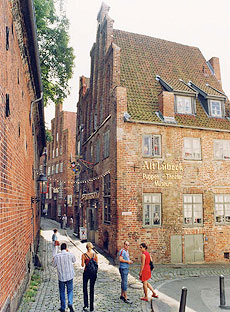
吕贝克戏剧木偶博物馆

## 收藏
吕贝克戏剧木偶博物馆收藏了三个世纪来欧洲、非洲和亚洲的几千件展品。